# Love Shooting
Love Shooting (The Deal: Sexy Backstage) è un film del 2008 diretto da Steven Schachter, tratto dal romanzo The Deal di Peter Lefcourt. Love Shooting è un esempio di metacinema satirico.

## Trama
Charlie Berns, un produttore cinematografico di Hollywood deluso dalla vita, sta mettendo in atto la decisione di uccidersi con i gas di scarico dell'automobile; viene tuttavia interrotto dall'arrivo del nipote Lionel, il quale ha scritto una sceneggiatura cinematografica su Benjamin Disraeli, lo statista britannico del XIX secolo nato in una famiglia di religione israelita. Berns accetta di girare il film, ma può accedere a un finanziamento di 100 milioni di dollari purché modifichi il soggetto in maniera tale che il film diventi un film di azione e spionaggio ambientato in Medio Oriente. Berns decide pertanto di girare il film Ben Disraeli: Freedom Fighter grazie a Bobby Mason, un attore afroamericano che si è convertito di recente all'ebraismo. La troupe si reca in Sudafrica per le riprese, quando Bobby viene rapito. Berns decide allora di utilizzare i soldi della produzione per un progetto differente: girare a Praga il film in base alla sceneggiatura originale di Lionel.